# Eighteen Visions
Eighteen Visions ist eine US-amerikanische Metalcore-Band aus Orange County, Kalifornien. Vor ihrer Auflösung standen sie bei Epic Records unter Vertrag. Seit ihrer Neugründung 2017 sind sie bei Rise Records.

## Geschichte
Eighteen Visions (abgekürzt auch 18V) wurden 1996 von James Hart (Gesang) und Ken Flyod (Schlagzeug) gegründet. Die beiden waren die einzigen Gründungsmitglieder, die bis zum Ende in der Band 2007 spielten. Ihr Debüt gaben 18V mit der Lifeless EP, die auf Life Sentence Records erschien. Danach folgte mit Yesterday Is Time Killed das erste vollwertige Album auf Cedargate Records. Es folgten noch zwei Alben (Until the Ink Runs Out und ein Best-of). Danach gab es einen großen Stilbruch mit dem Album Vanity dessen Singleauskopplung You Broke Like Glass extrem erfolgreich war. Mit den letzten Alben wurden 18V zwar bekannter, aber zugleich wandten sich alte Fans ab, da diese die Stilveränderung vom metallastigen Hardcore zu softeren Tönen nicht mittrugen. Im Februar 2017 wurde ein offizieller Instagram-Account der Band eröffnet und ein Foto mit der Nachricht “the countdown begins…” gepostet. Das neue Album XVIII erschien in Europa im Juni 2017. Mit der Neugründung der Gruppe im Jahr 2017 wurde Josh James von Stick to Your Guns als weiterer Gitarrist bei Eighteen Visions in die Band aufgenommen.

## Diskografie

### Alben
- 1999: Yesterday Is Time Killed (Cedargate Records)
- 2000: Until the Ink Runs Out (Trustkill Records)
- 2002: Vanity (Trustkill Records)
- 2004: Obsession (Red Ink / Trustkill Records)
- 2006: Eighteen Visions (Epic / Trustkill Records)
- 2017: XVIII (Rise Records)

### EPs, Singles und Kompilationen
- 1997: Lifeless (Life Sentence Records)
- 1999: No Time for Love (Trustkill Records)
- 2001: The Best of Eighteen Visions (Trustkill Records)
- 2005: I Let Go (Epic)
- 2006: Tonightless (Epic / Trustkill Records)
- 2023: Purgatorio (Lambgoat Records)

### Videos
- 2002: You Broke Like Glass
- 2004: Waiting for the Heavens
- 2004: Tower of Snakes
- 2004: I Let Go
- 2006: Victim
- 2006: Tonightless